# さいの木神社
さいの木神社（さいのきじんじゃ）は、大阪府大阪市淀川区西中島7丁目にある神社。命を懸けて中島大水道を開削した澤田久左衛門・一柳太郎兵衛・西尾六右衛門の3人の庄屋の冥福を祈って建てられたといわれている。

## 歴史
江戸時代初期の頃、この辺りの村は地形が低く淀川の洪水のたびに荒廃し農民たちは疲弊していた。
延宝元年(1672年)、澤田久左衛門・一柳太郎兵衛・西尾六右衛門の3人の庄屋が治水工事を幕府に直訴したが、許可が下りたのは延宝5年で、しかも費用は全額百姓持ちとされた。
不作に悩み、年貢だけで生活が精一杯の百姓たちは、半分でも補助してほしいと嘆願したが聞き入れられず、逆に工事の許可が取り消された。
延宝6年には仕方なく3人の庄屋が責任者となり無許可で治水工事を行った。
村民たちは私財を投じて老若男女問わず工事に参加し、現在の東淀川区から此花区間の約9キロの水路を数十日の期間をかけて完成させた。
延宝6年(1678年)4月、奉行所の役人たちが無許可の禁を犯した3人の庄屋を召し捕りにくる前に、庄屋たちは細目木(さいのき)と呼ばれていたこの地で、江戸の方角を見つめながら自決した。
さいの木神社はこの澤田久左衛門・一柳太郎兵衛・西尾六右衛門の3人の庄屋の冥福を祈って建てられた。

## 交通アクセス
- 新大阪駅より徒歩2分。